# Paraleprodera insidiosa
Paraleprodera insidiosa är en skalbaggsart som först beskrevs av Charles Joseph Gahan 1888. Paraleprodera insidiosa ingår i släktet Paraleprodera och familjen långhorningar.
Artens utbredningsområde är:
- Laos.
- Myanmar.

Inga underarter finns listade i Catalogue of Life.